# Marató de TV3 contra la diabetis i l'obesitat
La Marató de TV3 contra la diabetis i l'obesitat va ser un acte de TV3 i Catalunya Ràdio realitzat el dia 13 de desembre de 2015, juntament amb la Fundació de la Marató de TV3, amb l'objectiu de recaptar el màxim de diners per a la investigació de l'obesitat i la diabetis.
Aquesta edició va tancar la,recollida de fons el 31 de març de 2016 amb una recaptació de 9.469.226 euros, xifra que va ser la quarta més alta assolida en les 24 edicions anteriors que ha tingut La Marató des del seu naixement, el 1992.
La recaptació final del programa, emés per TV3 el 13 de desembre de 2015 i presentat per Toni Cruanyes i Ana Boadas, va ser de 7.015.367 euros, import inferior a les cinc edicions anteriors. La xifra final es va incrementar en gairebé 2,5 milions més, superant les edicions del 2009 i el 2010. En total, 'La Marató' ha recaptat 151.725.901 euros des del 1992.